# Alphomelon melanoscelis
Alphomelon melanoscelis (лат.) — вид мелких наездников-браконид рода Alphomelon из подсемейства Microgastrinae (Braconidae, Ichneumonoidea).

## Распространение
Неотропика (Аргентина, Бразилия, Венесуэла, Коста-Рика, Мексика).

## Описание
Паразитические наездники крупных для микрогастерин размеров. Основная окраска чёрная со светлыми желтоватыми отметинами. От близких таксонов отличается следующими признаками: размер сравнительно более крупный, длина тела и переднего крыла не менее 4,70 мм (4,70—5,20 мм); тарзальные когти с 3-4 шипами; ножны яйцеклада значительно длиннее (1,30-1,40×) длины первого сегмента метатарзуса; тегула жёлтая, плечевой комплекс коричневый (редко и тегула, и плечевой комплекс коричневые). Задние ноги преимущественно темные. Паразитируют предположительно на гусеницах бабочек-толстоголовок (Hesperiidae). Яйцеклад примерно равен по длине задней голени; проподеум морщинистый; первый тергит брюшка немного длиннее своей ширины; второй тергит много шире первого и короче третьего тергита. Жгутик усика 16-члениковый. Нижнечелюстные щупики 5-члениковые, нижнегубные щупики состоят из 3 сегментов. Дыхальца первого брюшного тергита находятся на латеротергитах.